# Liste der Kulturdenkmäler in Molzbach
Die folgende Liste enthält die in der Denkmaltopographie ausgewiesenen Kulturdenkmäler auf dem Gebiet des Ortsteils Molzbach der  Stadt Hünfeld, Landkreis Fulda, Hessen.
Hinweis: Die Reihenfolge der Denkmäler in dieser Liste orientiert sich an der Anschrift, alternativ ist sie auch nach der Bezeichnung, der vom Landesamt für Denkmalpflege vergebenen Nummer oder der Bauzeit sortierbar.
Kulturdenkmäler werden fortlaufend im Denkmalverzeichnis des Landes Hessen durch das Landesamt für Denkmalpflege Hessen auf Basis des Hessischen Denkmalschutzgesetzes (HDSchG) geführt. Die Schutzwürdigkeit eines Kulturdenkmals hängt nicht von der Eintragung in das Denkmalverzeichnis des Landes Hessen oder der Veröffentlichung in der Denkmaltopographie ab.

Das Vorhandensein oder Fehlen eines Objekts in dieser Liste ist keine rechtsverbindliche Auskunft darüber, ob es Kulturdenkmal ist oder nicht: Diese Liste entspricht möglicherweise nicht dem aktuellen Stand der offiziellen Denkmaltopographie. Diese ist für Hessen in den entsprechenden Bänden der Denkmaltopographie Bundesrepublik Deutschland und im Internet unter DenkXweb – Kulturdenkmäler in Hessen einsehbar. Auch diese Quellen sind, obwohl sie durch das Landesamt für Denkmalpflege Hessen aktualisiert werden, nicht immer aktuell, da es im Denkmalbestand immer wieder Änderungen gibt.
Eine verbindliche Auskunft erteilt allein das Landesamt für Denkmalpflege Hessen.
Nutze diese Kartenansicht, um Koordinaten in der Liste zu setzen. In dieser Kartenansicht sind Kulturdenkmale ohne Koordinaten mit einem roten bzw. orangen Marker dargestellt und können in der Karte gesetzt werden. Kulturdenkmale ohne Bild sind mit einem blauen bzw. roten Marker gekennzeichnet, Kulturdenkmale mit Bild mit einem grünen bzw. orangen Marker.
| Bild            | Bezeichnung                 | Lage                                        | Beschreibung | Bauzeit               | Objekt-Nr. |
| --------------- | --------------------------- | ------------------------------------------- | --- | --------------------- | ---------- |
| Bild gesucht BW | Hochkreuz, Friedhofskreuz   | Am Hain LageFlur: 1, Flurstück: 14/1        | Steinkruzifix | Um 1900 vermutet.     | 37715 DDB  |
| Bild gesucht BW | Bildstock                   | Am Hain LageFlur: 1, Flurstück: 5           | | 1712, bezeichnet.     | 37710 DDB  |
| Bild gesucht BW | Katholische Kirche St. Anna | Am Hain 2 LageFlur: 1, Flurstück: 15        | In neugotischen Formen errichtete Kirche nach Plänen des Baumeisters A. Heres.                                        | 1850/51               | 37714 DDB  |
| Bild gesucht BW | Fachwerkhaus, Gasthaus      | Am Hain 5 LageFlur: 1, Flurstück: 80/4      | Zweistöckiges Gebäude mit regelmäßigem konstruktiven Gefüge und Mannfiguren zur Aussteifung der Eck- und Bundständer. | Um 1750 vermutet.     | 37709 DDB  |
| Bild gesucht BW | Gefallenen-Denkmal          | Am Taubenberg LageFlur: 2, Flurstück: 41    | | Nach 1920 vermutet.   | 37717 DDB  |
| Bild gesucht BW | Muttergottes                | Am Taubenberg LageFlur: 2, Flurstück: 44/3  | Vollplastik der Muttergottes.                                                                                         | 1886, bezeichnet.     | 37711 DDB  |
| Bild gesucht BW | Friedhofskreuz              | Am Taubenberg LageFlur: 2, Flurstück: 41    | Vollplastik der Muttergottes                                                                                          | 1939, bezeichnet.     | 37718 DDB  |
| Bild gesucht BW | Bildstock                   | Im Webich LageFlur: 3, Flurstück: 28        | | 1904, bezeichnet.     | 37720 DDB  |
| Bild gesucht BW | Wegekreuz                   | Kerbachstraße 6 LageFlur: 1, Flurstück: 71  | Steinkruzifix | 1861, bezeichnet.     | 37713 DDB  |
| Bild gesucht BW | Wegekreuz                   | Kies LageFlur: 2, Flurstück: 61/1           | Steinkruzifix | 1907, bezeichnet.     | 37719 DDB  |
| Bild gesucht BW | Maria Immaculata            | Oberdorfstraße LageFlur: 1, Flurstück: 28/1 | Gestaltetes Standbild.                                                                                                | 1870, bezeichnet.     | 37712 DDB  |
| Bild gesucht BW | Fachwerkhaus                | Oberdorfstraße 8 LageFlur: 1, Flurstück: 39 | Traufenständiges zweistöckiges Fachwerkhaus mit Krüppelwalmdach und teilweise Verkleidung der Giebel.                 | 1856 (Inschriftstein) | 37716 DDB  |